# Гаррі Сміт (ботанік)
Карл Август Гаральд Сміт (швед. Karl August Harald Smith), також знаний як Гаррі Сміт (швед. Harry Smith; 1889–1971) — шведський ботанік, мандрівник, фахівець з рослин родини тирличевих. Здійснив три одиночні ботанічні експедиції по Китаю.

## Біографія
Гаральд Сміт народився 22 грудня 1889 року. Він був нащадком ірландського іммігранта з Белфаста. Навчався в Упсальському університеті, в 1920 році здобув ступінь доктора філософії. Потім деякий час працював там на посаді лектора з біології.
У 1921 році Сміт вперше вирушив в одиночну експедицію в Китай з метою вивчення тропічної флори. Перед поїздкою він зустрівся з Генріхом Ганделем-Маццетті і переглянув зразки рослин, зібрані ним під час подорожей по Азії. У липні Сміт прибув в Тяньцзінь (через Сінгапур і Шанхай), звідти — на поїзді в Пекін. Півроку він вчив китайську мову, одночасно займаючись збором рослин в Сишані. З початком громадянської війни пересування по країні стало важким. Через Ханой Гаррі дістався до Куньміна, потім продовжив шлях на північ разом з місіонерами, уникнувши полону в лоло. Потім Сміт йшов поодинці, однак поблизу Ченду його пограбували, залишили лише зібрані рослини і насіння.
У липні 1922 року Гаральд дістався до Сунпаня (Сичуань), де всього за тиждень зібрав зразки близько 800 різних видів рослин. Попри постійні перепони від місцевої влади він, скориставшись допомогою тибетців, до листопада доїхав до Кандіна, звідки через Ченду і Пекін повернувся в Уппсалу на початку 1923 року з 10 тисячами зразків рослин.
У травні 1924 року Сміт на поїзді вирушив у свою другу мандрівку, цього разу до неохопленої війною Шаньсі. За кілька місяців він зібрав близько 4500 зразків, і на початку 1925 року повернувся до Швеції, знову поїздом, через Сибір. В Уппсалу він працював куратором гербарію Уппсальского університету. З 1934 по лютий 1935 Гаррі Сміт знову їздив в Шаньсі.
1947 року Сміт очолив Ботанічний музей Уппсальского університету, де працював до виходу на пенсію.
В 1971 році Гаральд Сміт помер.

## Вшанування
На честь Гаррі Сміта назван рід рослин Harrysmithia (H.Wolff, 1926) та види рослин Ligusticum harrysmithii, Trigonotis harrysmithii, Carex harrysmithii, Cotoneaster harrysmithii.